# Хмельницький Борис Олексійович
Бори́с Олексі́йович Хмельни́цький  (* 27 червня 1940, Уссурійськ, Приморський край, РРФСР — †16 лютого 2008, Москва, Російська Федерація) — російський радянський актор театру і кіно.

## Біографія
У 1961 році закінчив Львівське музичне училище, в 1966 році — Театральне училище імені Щукіна. З 1964 року — актор Московського театру драми і комедії на Таганці.
У 1966 році почав зніматися в кіно: перша його роль — поет-солдат у фільмі Леоніда Осики «Хто повернеться — долюбить».
Автор музики до вистав Театру на Таганці і до художніх фільмів «Перша любов» (1966) і «На короткій хвилі» (1977).
Зіграв в американському фільмі «Той, що біжить по льоду» і в італійському фільмі «Джонатан — друг ведмедів».

## Фільмографія
- 1966 — Хто повернеться — долюбить
- 1967 —Софія Перовська
- 1968 — Вечір на Івана Купала
- 1969 — Червоний намет
- 1970 — Князь Ігор
- 1971 — І був вечір, і був ранок…
- 1971 — Співай пісню, поете...
- 1972 — Наперекір усьому
- 1972 — Петерс
- 1975 — Стріли Робін Гуда
- 1977 — Свідоцтво про бідність
- 1978 — Море
- 1979 — Антарктична повість
- 1979 — Дике полювання короля Стаха
- 1980 — На початку славних справ
- 1981 — Лісова пісня. Мавка
- 1981 — Чорний трикутник
- 1983 — Балада про доблесного лицаря Айвенго
- 1983 — Комічний коханець, або Любовні витівки сера Джона Фальстафа
- 1983 — Пароль — «Готель Регіна»
- 1985 — У пошуках капітана Гранта — капітан Грант
- 1985 — Чорна стріла — лорд Грей
- 1985 — Життя і безсмертя Сергія Лазо — Попов
- 1986 — Перехоплення
- 1987 — Увійдіть, стражденні!
- 1988 — Пригоди Квентіна Дорварда, стрілка королівської гвардії
- 1988 — Трагедія в стилі рок
- 1989 — Без надії надіюсь
- 1989 — Султан Бейбарс
- 1989 — Етюди про Врубеля
- 1989 — Поїзд без посмішок
- 1990 — Комедія про Лісістрату
- 1991 — Караван смерті
- 1992 — Помста пророка
- 1992 — Вбивство в Саншайн-Менор
- 1993 — Гетьманські клейноди
- 1994 — Джонатан — друг ведмедів
- 1995 — Веселенька поїздка
- 1998 — Сьомий перстень чаклунки
- 2004 — Чорний принц